# Edifici de la Costereta
L'Edifici de la Costereta és una obra de Bell-lloc d'Urgell (Pla d'Urgell) protegida com a Bé Cultural d'Interès Local.

## Descripció
Es tracta d'un immoble format per dos volums diferenciats. Un d'ells consta només de planta baixa i té coberta plana. Mentre que l'altra té planta baixa i un pis amb balcons, amb coberta a doble vessant.

## Història
Aquest immoble havia estat l'antiga seu de l'Ajuntament de Bell-lloc d'Urgell.